# Aeroportul Saint-Yan
Aeroportul Saint-Yan (IATA: SYT, ICAO: LFLN) este un aeroport din Saint-Yan, Saône-et-Loire, Burgundia-Franche-Comté, Franța metropolitană, Franța ce deservește zona Saint-Yan. Aeroportul a fost tranzitat în 2009 de 137 de pasageri. A fost numit după zona deservită.
Situat la o altitudine de 243 m, aeroportul dispune de o singură pistă.